# Чернаковка
Чернаковка — село в Кыштовском районе Новосибирской области. Входит в состав Кулябинского сельсовета.

## География
Площадь села — 90 гектаров.

## Население
| 2002 | 2007 | 2010 |
| ---- | ---- | ---- |
| 306  | ↘248 | ↘238 |

## Инфраструктура
В селе по данным на 2007 год функционируют 1 учреждение здравоохранения и 2 учреждения образования.